# Luchthaven Dalaman
Luchthaven Dalaman (Turks: Dalaman Havalimanı) is een internationale luchthaven in Dalaman in Turkije. Het ligt in de provincie Muğla. De luchthaven is een van de drie luchthavens in het zuidwesten van Turkije, de andere zijn Luchthaven Bodrum Milas en Luchthaven Antalya. De luchthaven bedient de toeristische Zuid-Egeïsche kust in de omgeving van Dalaman en Marmaris. Er zijn twee terminals, de oude terminal is voor binnenlandse vluchten en de nieuwe terminal verzorgt de internationale vluchten. De nieuwe terminal heeft een oppervlakte van 95.000 m² en is de 3de grootste luchthaventerminal in Turkije. Vanuit Luchthaven Dalaman vertrekken dagelijks vluchten naar verschillende bestemmingen in Europa, Noord-Afrika en het Midden-Oosten.
Internationale vliegvelden: Luchthaven Adana Sakirpasa · Luchthaven Ankara Esenboga · Luchthaven Antalya · Luchthaven Bodrum Milas · Luchthaven Dalaman · Luchthaven İzmir Adnan Menderes · Luchthaven Istanbul Atatürk · Luchthaven Istanbul Sabiha Gökçen · Istanbul Airport · Luchthaven Kayseri Erkilet · Luchthaven Trabzon
Regionale vliegvelden: Luchthaven Adıyaman · Luchthaven Afyon · Luchthaven Ağrı · Luchthaven Balıkesir · Luchthaven Bandirma · Luchthaven Batman · Luchthaven Çanakkale · Luchthaven Cardak · Luchthaven Carsamba · Luchthaven Corlu · Luchthaven Diyarbakır · Luchthaven Edremit Korfez · Luchthaven Erhac · Luchthaven Elazığ · Luchthaven Erzincan · Luchthaven Erzurum · Luchthaven Eskişehir · Luchthaven Kahramanmaraş · Luchthaven Kapadokya · Luchthaven Kars · Luchthaven Kastamonu · Luchthaven Konya · Luchthaven Mardin · Luchthaven Merzifon · Luchthaven Muş · Luchthaven Oguzeli · Luchthaven Şanlıurfa · Luchthaven Siirt · Luchthaven Sinop · Luchthaven Sivas Nuri Demirağ · Luchthaven Suleyman Demirel · Luchthaven Tokat · Luchthaven Uşak · Luchthaven Van Ferit Melen · Luchthaven Yenisehir